# Увайс-хан
Увайс-хан (*д/н — 1429) — хан Могулістану в 1418—1421, 1425—1429 роках.

## Життєпис
Походив з династії Чингізидів. Син Шер-Алі-оглана та внук Мухаммад-хана. Замолоду служив під орудою стрийка Шер Мухаммада. Згодом зібрав загін, що згодом виріс у значну силу. У 1418 році влаштував заколот, поваливши хана Накш-і-Джахана. 
Відмовився від війни з Тимурідами, натомість вирушив проти ойратів, що допікали кордонам держави. Спочатку вдалося захопити в ойратів Бешбалик. У 1419 році зазнав поразок від Есена, сина Тогона — очільника ойратів, який захопив частину турфанської оази. Увайс-хан зазнав низку відчутних поразок, особливо в битвах при Мінг-Булаку (неподалік сучасного міста Джамбул) та місцині Куба (за іншою версією при Турфані), де хан потрапив у полон. Він вимушений був видати власну сестру Махтум-хатун за Есен-тайші. До 1421 році Турфанську оазу було втрачено остаточно.
Втім, у 1420 році виникла змова на чолі із племенем дуглат, що було придушено. Очільник останніх Джахан-шах (син улусбега Камар ад-Діна) втік до Самарканду, де отримав допомогу від володаря Улугбека. Водночас проти влади Увайс-хана повстав стрийком Шер Мухаммад. В результаті Увайс вимушений був перенести ставку з Турфану до долини річки Ілі. Проте Шер Мухаммад за допомогою військ Улугбека повалив Увайс-хана, що втік до східних областей Могулістану. Повалений хан став кочувати в районі озера Лобнор, нападаючи на вежі Шер Мухаммада.
У 1425 році після потужної поразки Шер Мухаммада у війні з Улугбеком, Увайс знову розпочав боротьбу за владу. До кінця року зумів здолати суперника, який загинув або помер. Втім Увайс-хан знову вимушений був протистояти ойратам, які завдали низку поразок, захопивши частину східного Могулістану.
У 1428 році проти Увайс-хана тимурид Улугбек відправив війська на чолі із Сатук-ханом. Увайс-хан зустрів супротивника у місцині Букабулун (поблизу озера Іссик-Куль), де зазнав поразок. Самого Увайса було вбито власним військовиком Хан Джакаїром (раніше був слугою в улусбега Мухаммед-шаха — ворога Увайс-хана). Новим правителем Могулістану став Сатук-хан.